# Сен-Вивьен (Приморская Шаранта)
Сен-Вивье́н (фр. Saint-Vivien) — коммуна во Франции, находится в регионе Пуату — Шаранта. Департамент коммуны — Шаранта Приморская. Входит в состав кантона Ла-Жарри. Округ коммуны — Ла-Рошель.
Код INSEE коммуны — 17413.

## Население
Население коммуны на 2010 год составляло 1101 человек.
| 1962 | 1968 | 1975 | 1982 | 1990 | 1999 | 2010 |
| ---- | ---- | ---- | ---- | ---- | ---- | ---- |
| 355  | 356  | 382  | 625  | 702  | 849  | 1101 |